# Химн на Словения
Наздравица (на словенски: Zdravljica) е стихотворение, написано от Франце Прешерн през 1844 г. От 1991 г., след обявяването на независимостта на Словения, седмата строфа от стихотворението е одобрена за национален химн на страната. Автор на музиката е Станко Премръл.
От 1945 до 1991 национален химн на Словения е Хей, славяни на словенски език.
Стихотворението на Прешерн е било забранено от австрийската цензура заради пропагандирането на славянското единство. То се отнася към така наричаната фигурна поезия – всяка строфа графически напомня бокал.

## Текст
| Оригинален текст | Превод на български |
| --- | --- |
| Žive naj vsi narodi Ki hrepene dočakat' dan Da koder sonce hodi Prepir iz sveta bo pregnan Da rojak Prost bo vsak Ne vrag, le sosed bo mejak! | Да крепнат всичките народи, които чакат светъл ден – деня безбурен и свободен, от мир и радост озарен, и в тоя свят, да бъде брат – не враг заклет съседа. |